# Malakichthys elegans
Malakichthys elegans is een straalvinnige vissensoort uit de familie van acropomaden (Acropomatidae). De wetenschappelijke naam van de soort werd voor het eerst geldig gepubliceerd in 1943 door Matsubara & Yamaguti.